# Хенераль-Сепеда
Хенераль-Сепеда (исп. General Cepeda) — малый город в Мексике, штат Коауила, входит в состав одноимённого муниципалитета и является его административным центром. Численность населения, по данным переписи 2010 года, составила 4382 человека.

## Общие сведения
В 1568 году Франсиско Кано открыл долину Пачуас, а в 1575 году здесь было основано ранчо Сан-Франсиско-де-лос-Патос.
15 июля 1865 года ранчо перешло в собственность государства и получило статус вилья.
29 декабря 1892 года поселение было переименовано в General Cepeda в честь мексиканского военного и политика Викториано Сепеды.